# Parti pour abolir l'Assemblée galloise
Le Parti pour abolir l’Assemblée galloise (« Abolish the Welsh Assembly Party » en anglais, abrégé en AWAP ; « Plaid Diddymu Cynulliad Cymru » en gallois), plus couramment abrégé en Abolish, est un parti politique anti-dévolutioniste et unioniste britannique œuvrant au pays de Galles depuis 2015.
Représenté par deux membres du Senedd au Parlement gallois, il est dirigé par Richard Suchorzewski depuis 2020.

## Histoire

### Origines
Le Parti pour abolir l’Assemblée galloise, officiellement enregistré par la Commission électorale le 3 juillet 2015 en tant qu’« Abolish the Welsh Assembly Party » (AWAP) en nom primaire (en anglais) et en tant que « Plaid Diddymu Cynulliad Cymru » en nom alternatif (en gallois), est lancé publiquement à l’automne 2015. Il est fondé par David Bevan, un ancien membre du UK Independence Party (UKIP) au pays de Galles qui est le chef du parti à sa création, et par Jonathon Harrington, un consultant agricole qui occupe la fonction de trésorier de la formation politique,,.
À son lancement, le parti s’inscrit dans le sillage de la doctrine anti-dévolutionniste du UKIP visant à abolir l’assemblée nationale pour le pays de Galles, considérée comme un échelon de gouvernement inutile et coûteux. Mise en lumière dans le cadre de la campagne pour les élections générales de l’Assemblée de 2007, la doctrine avait été cependant abandonnée en septembre 2013, alors que le parti s’était converti dès juin 2013 à l’idée d’un programme approuvant la dévolution notamment celle des matières fiscales. Ce revirement a provoqué des oppositions de membres du mouvement au pays de Galles, dont celle de David Bevan, qui pour cette raison quitte le parti,,,.

### Premiers scrutins
Lors de la première campagne électorale du parti, des candidats sont présentés dans toutes les régions électorales pour les élections générales de l’assemblée nationale pour le pays de Galles de 2016. Avec ses 4,36 % de voix, la formation se classe à la sixième place au niveau régional derrière les démocrates libéraux et devant les écologistes mais ne parvient pas à faire élire un membre de l’Assemblée sous son étiquette. En avril 2019, le président du Parti pour abolir l’Assemblée galloise, Richard Suchorzewski, présente sa candidature lors de l’élection partielle visant à pourvoir le siège de Newport West laissé vacant par la mort de Paul Flynn (Labour). Premier scrutin du parti pour une élection à Westminster, il se résulte par un échec puisque seuls 205 électeurs votent en faveur du candidat AWAP, soit 0,86 % des suffrages,,,.

### Des ralliements et à un désenregistrement
À partir de 2019, les adhésions d’anciens conservateurs vers le Parti pour abolir l’Assemblée galloise sont rendues publiques : celle de Lee Canning, vice-président des Welsh Conservatives, en novembre 2019, et en mai 2020, celle de Claire Mills, conseillère du conseil du comté du Powys et seule élue locale du parti. Aussi, en 2020, deux membres du Senedd en fonction et élus en 2016 sous l’étiquette du UKIP rallient le parti. L’arrivée de l’indépendant Gareth Bennett est annoncée le 24 juin 2020, tandis que celle de Mark Reckless est médiatisée le 19 octobre suivant à la suite de la dissolution du groupe des euroseptiques quelques jours plus tôt,,,,,.
Le 4 novembre 2020, la formation est désinscrite du registre électoral en tant que parti politique par la Commission électorale à la suite d’un conflit interne. En effet, en avril 2020, l’ancien chef David Bevan, responsable des candidatures, a été écarté du conseil d’administration du parti. Il n’a pas l’intention d’apposer sa signature au rapport annuel de la Commission sauf s’il est réintégré au sein du conseil d’administration, ce que la direction politique du parti lui refuse. La date-butoir du 31 octobre 2020 ayant été franchie, la Commission électorale est tenue légalement de le désenregistrer. Avec en vue l’échéance de février 2021 pour pouvoir participer aux élections du Senedd, les deux partis fantômes concurrents s’affrontent alors pour un ré-enregistrement sous le même nom,.

### Second parti
Le 6 janvier 2021, les instances dirigées par Richard Suchorzewski sont ré-enregistrées en tant que parti politique par la Commission électorale. Cette dernière fait valoir que la demande d’application de David Bevan se heurte au fait que le nom de la formation politique reste protégé pour un certain temps par la loi et que le premier parti était le seul à pouvoir le porter,.

## Direction
| Chef                 | Période du mandat                  | Qualité           |
| -------------------- | ---------------------------------- | ----------------- |
| David Bevan          | 3 juillet 2015 — 2019              | Chef d’entreprise |
| Jonathon Harrington  | 2019 — 15 juin 2020                | Biologiste        |
| Richard Suchorzewski | En fonction depuis le 15 juin 2020 | Consultant        |

## Identité visuelle

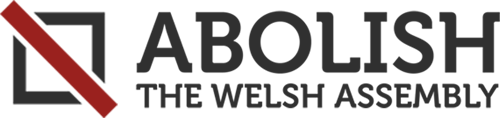
Première version du logotype (2015-2020)

## Résultats électoraux

### Élections générales de l’Assemblée et du Senedd
| Année | Circonscriptions        | Circonscriptions        | Circonscriptions        | Régions | Régions | Régions | Sièges | Position             |
| Année | Voix                    | %                       | Rang                    | Voix    | %       | Rang    | Sièges | Position             |
| ----- | ----------------------- | ----------------------- | ----------------------- | ------- | ------- | ------- | ------ | -------------------- |
| 2016  | Aucun candidat présenté | Aucun candidat présenté | Aucun candidat présenté | 44 286  | 4,36    | 6e      | 0 / 60 | Aucune participation |
| 2021  | 18 149                  | 1,63                    | 5e                      | 41 399  | 3,73    | 6e      | 0 / 60 | Aucune participation |